# Queensboro Hill (Queens)
Queensboro Hill est un quartier de la municipalité de New York, situé au cœur de l'arrondissement du Queens.

## Démographie
Composition ethno-raciale en 2010, :
- Blancs non hispaniques (17,3 %)
- Hispaniques et Latinos (14,1 %)
- Asiatiques (65,0 %)
- Noirs (1,2 %)
- Métis (2,1 %)
- Autres (0,3 %)